# Monelytrum luederitzianum
Monelytrum es un género monotípico de plantas herbáceas perteneciente a la familia de las poáceas. Es originario del oeste de África al este de Angola.

## Descripción
Es una planta anual o perenne; estolonífera (cada "estolón" con un  solo entrenudo desnudo), o cespitosa o decumbente. Los culmos de 8-80 cm de alto; herbácea; ramificada anteriormente, o no ramificado arriba. Los culmos de los nodos glabros. Internudos Culm sólidos. Plantas desarmados. Joven dispara intravaginal. Hojas no agregan basales; no auriculadas. La lámina estrecha; de 2-7 mm de ancho (sus márgenes engrosados, con pelos con sede en los tubérculos); algo cordadas ; planas o enrolladas; sin glándulas multicelulares abaxiales; sin venación;  persistentes. La lígula es una membrana con flecos de 1 mm de largo. 

## Taxonomía
Monelytrum luederitzianum fue descrita por Eduard Hackel y publicado en Verhandlungen des Botanischen Vereins für die Provinz Brandenburg und die Angrenzenden Länder 30: 140. 1888.
Sinonimia
- Monelytrum annuum Gooss.[3]